# 雙星4047號列車
雙星4047（日语： Futatsuboshi Yonmaruyonnana */?）號列車是由九州旅客鐵道（JR九州）營運的特別急行列車。

## 概要
隨著西九州新幹線開業，長崎本線部分區間的電氣化設備被撤去，原本特急「36加3」（金之路班次）肥前濱至長崎之間被廢除。該列車後繼D&S列車在2021年10月27日發表。後繼列車的概念是「西九州之海邊觀光列車」，以「車窗（景色）」與「食」兩個角度而開設的列車，為一架行走於沿海路線的列車。
列車名稱中的「雙星」是取自九州觀光的兩個「星」，即佐賀縣和長崎縣。「4047」是取自使用車輛KiHa40形和KiHa47形。

## 運行概況
以下運行概況截至2022年5月，由官方發表的預定計劃。
主要在星期五至一和假日行走，每年行走200至220日。在每個運輸日設有1個往返班次，上午班次途經長崎本線，下午班次途經大村線和佐世保線，兩個班次合共會環繞西九州1圈。在諫早站至長崎站之間，此列車會途經舊線（經長與站）。在江北站出發時，列車行走方向會逆轉。

### 停車站
上午班次（途經長崎本線）
武雄溫泉站 → 江北站 → 肥前濱站 → 多良站 → 小長井站 → 諫早站 → 長崎站
下午班次（途經大村線、佐世保線）
長崎站 → 諫早站 → 新大村站 → 千綿站 → 豪斯登堡站 → 早岐站 → 有田站 → 武雄溫泉站

## 使用車輛
「雙星4047」使用經改裝的KiHa40系、KiHa140系，以3卡編成行走。列車兩端的2卡（1號、3號車廂）是源自「隼人之風」專用車輛，並且再次改裝為「雙星4047」。中間的2號車廂是取自「伊三郎號、新平」的後備車廂，並且再次改裝為「雙星4047」。車輛編號方面，1號車廂是KiHa47-4047（舊KiHa47 8092），2號車廂是KiShi140-4047（舊KiHa140 2125），3號車廂是KiHa147-4047（舊KiHa147 1045）。3卡車廂的款式均不同，但是車輛編號統一為「4047」。
車身的塗裝以珍珠金屬色作為基調，醳以金色標誌和線條。車內塗裝色彩繽紛，當中也有蔓藤花紋，與西九州新幹線「鷗」的圖案相同。
1和3號車廂是普通車廂指定席（座位車廂），2號車廂是名為「貴賓室40」的自助．貴賓室，該處設有自由空間和售賣商品的櫃臺。
車身安裝了安全確認攝影機，該設備也安裝在813系等車輛，使列車會一人控制。

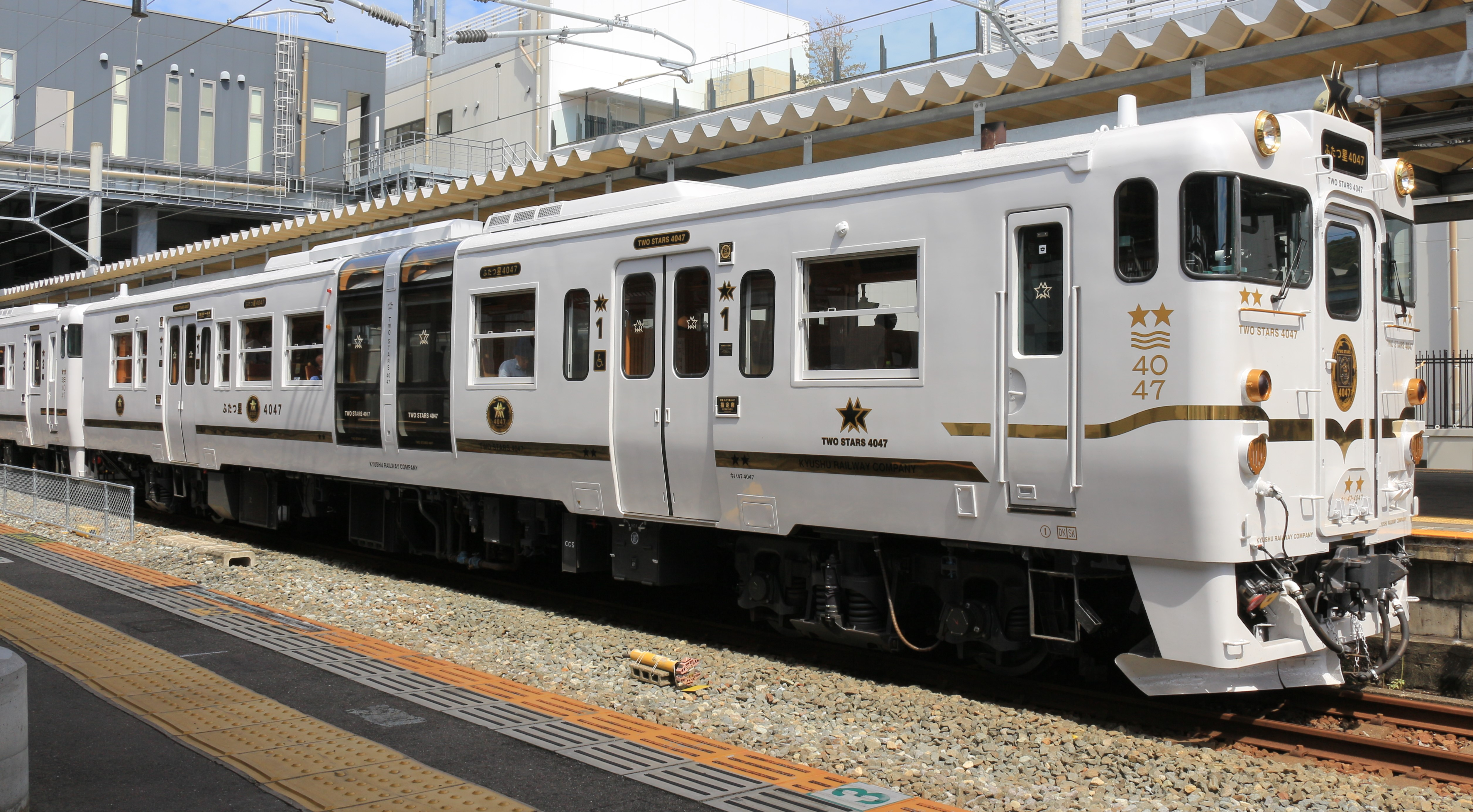
KiHa47-4047 （1號車廂）
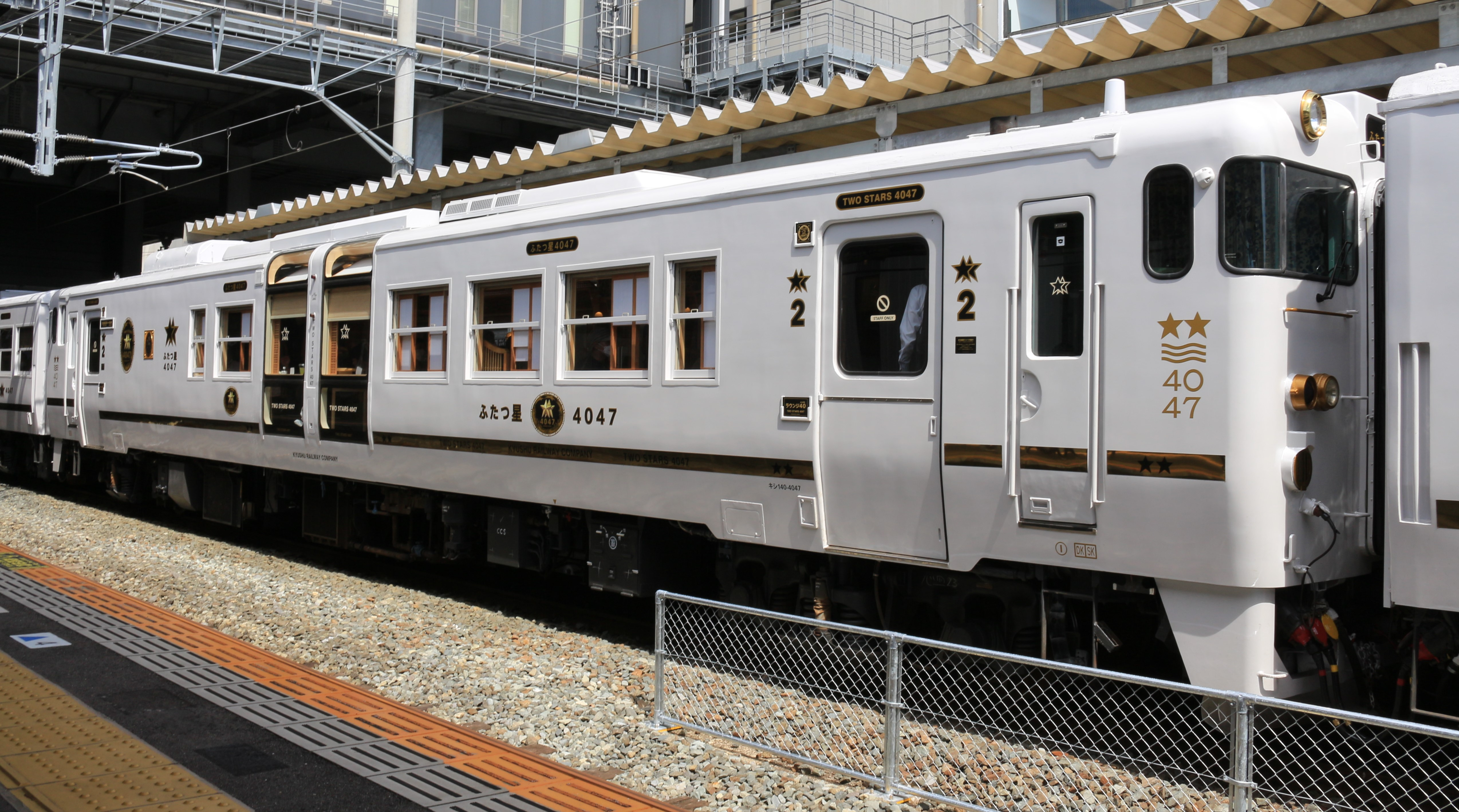
KiShi140-4047 （2號車廂）
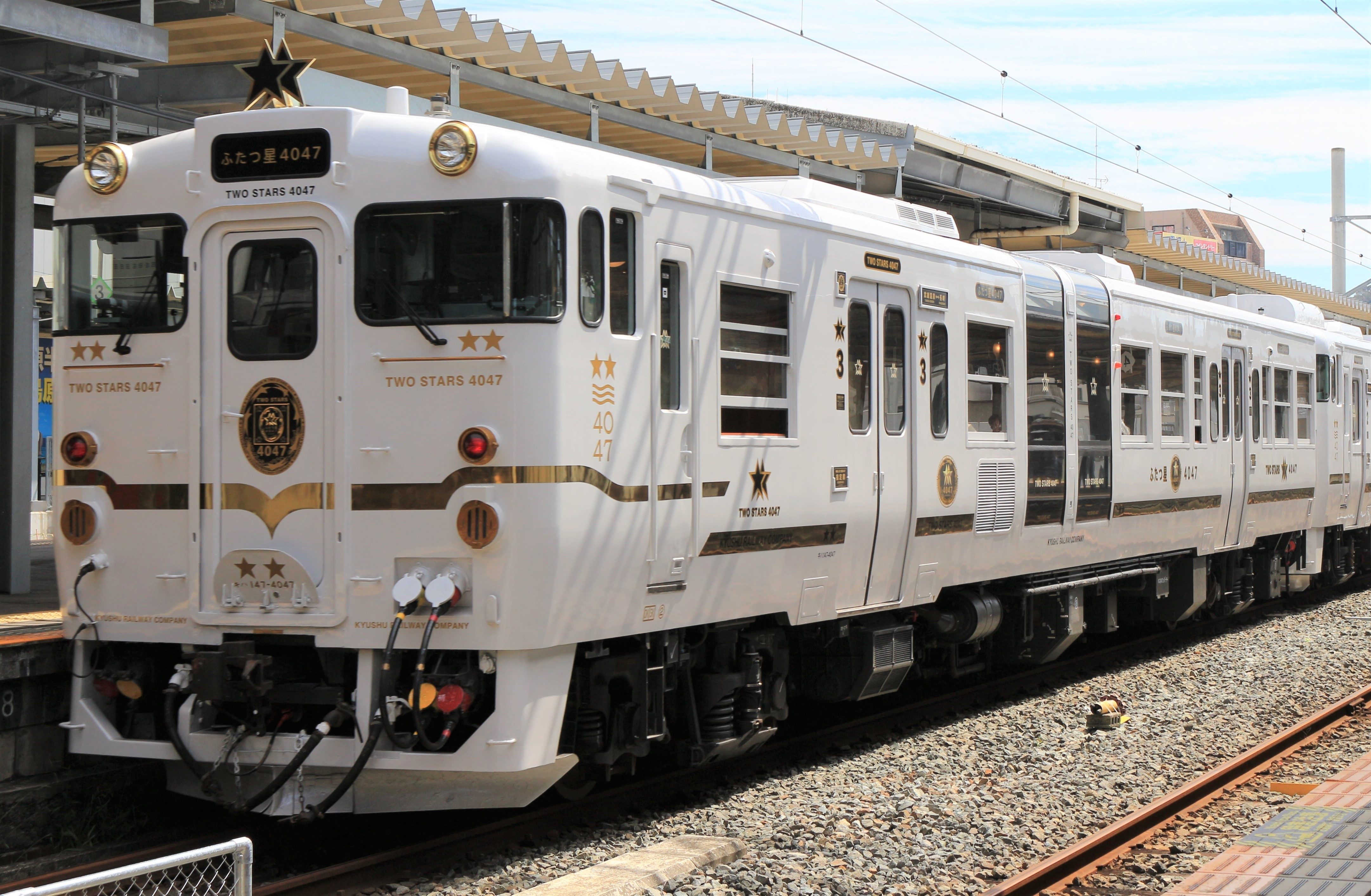
KiHa147-4047 （3號車廂）
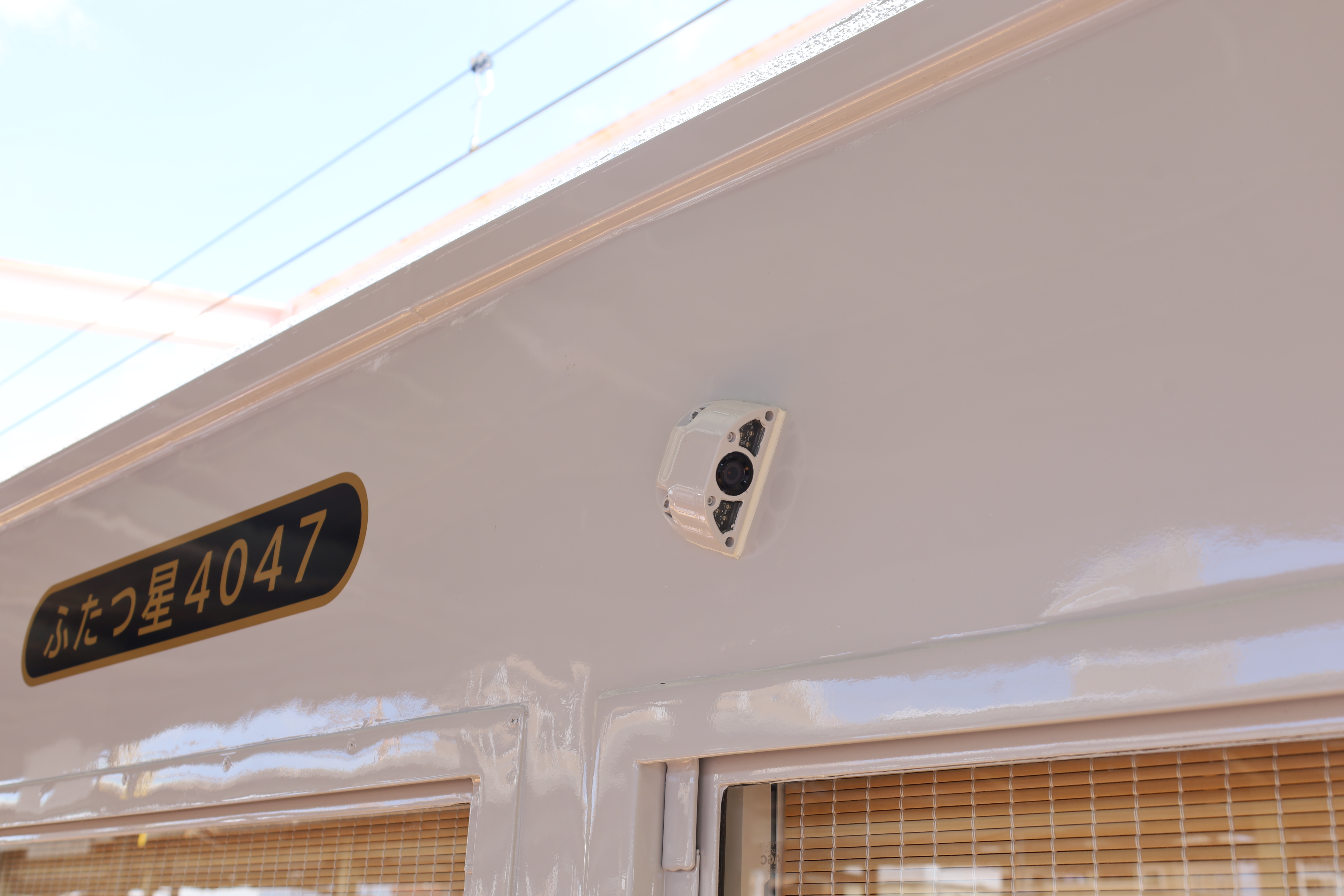
KiHa47-4047後方安裝的安全確認攝影機
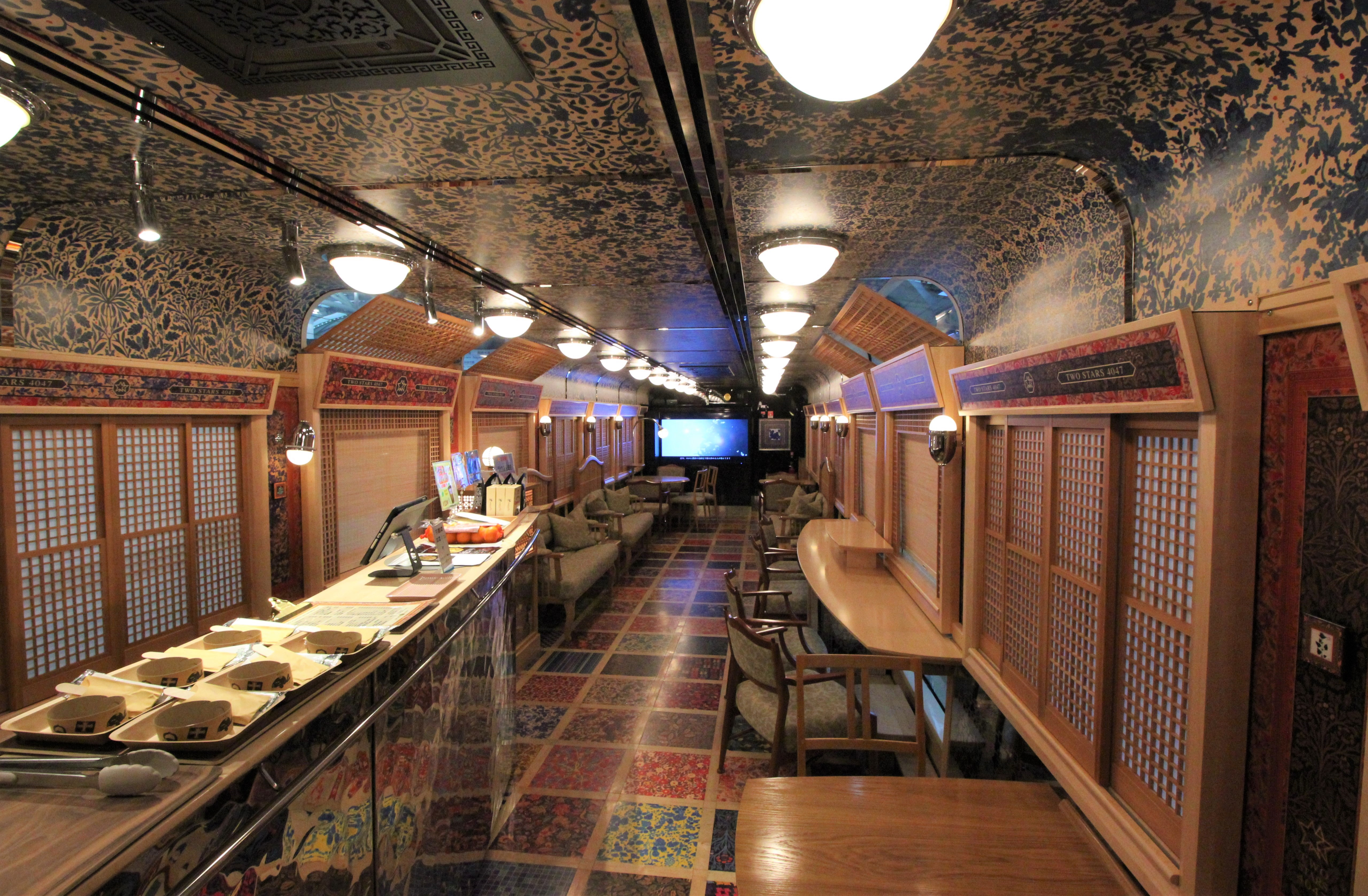
2號車廂車內「貴賓室40」

## 注腳

## 外部連結
- 官方网站